# Municipio de Washington (condado de Clay, Misuri)
El municipio de Washington (en inglés: Washington Township) es un municipio ubicado en el condado de Clay en el estado estadounidense de Misuri. En el año 2010 tenía una población de 4728 habitantes y una densidad poblacional de 43,28 personas por km².

## Geografía
El municipio de Washington se encuentra ubicado en las coordenadas 39°24′7″N 94°16′15″O / 39.40194, -94.27083. Según la Oficina del Censo de los Estados Unidos, el municipio tiene una superficie total de 109.24 km², de la cual 108.51 km² corresponden a tierra firme y (0.67%) 0.74 km² es agua.

## Demografía
Según el censo de 2010, había 4728 personas residiendo en el municipio de Washington. La densidad de población era de 43,28 hab./km². De los 4728 habitantes, el municipio de Washington estaba compuesto por el 96.51% blancos, el 0.8% eran afroamericanos, el 0.49% eran amerindios, el 0.47% eran asiáticos, el 0.02% eran isleños del Pacífico, el 0.34% eran de otras razas y el 1.37% pertenecían a dos o más razas. Del total de la población el 2.35% eran hispanos o latinos de cualquier raza.